# 劉敬 (建文人才)
劉敬（？—？），號季恭，南直隸常州府武進縣（今屬江蘇省常州市）人，籍貫安徽鳳陽，明朝政治人物。

## 生平
建文二年（1400年）庚辰舉人才。父劉真，元末濠州（今安徽鳳陽）人，明朝開國功臣，元至正十六年（1356年）隨東甌王湯和統兵克常州，紮營城西，駐防十年遂家焉，永樂元年（1403年）授山東郯城縣知縣。廉明寬厚，有惠政，每月朔望接見耆老查問民間疾苦，永樂三年（1405年）秩滿離任。永樂十三年（1415年），擢江西布政司建昌府通判。廉勤誠信，重視吏治，均平徭役，賞罰公正。之後歷官京師易州知州、刑部員外郎。卒於任上，歸葬常州府城小南門外夾城圖馮家邨東。入祀郯城縣名宦祠。

## 家族
劉敬為武進西營劉氏第二世。
- 父：劉真，官至山西大同左衛守備。
- 兄：劉欽，劉真長子，無嗣。
- 子：劉俊，獨子，監生。
- 六世孫：劉純仁、劉漢卿、劉憲章。